# Atsugi
Atsugi (jap. 厚木市, -shi) ist eine Stadt in der Präfektur Kanagawa in Japan. Sie ist innerhalb Japans vor allem als Vorort der Metropole Tokio-Yokohama bekannt. Die Stadt wird oft mit der gemeinsamen US-amerikanisch-japanischen Marinebasis Naval Air Facility Atsug (NAF Atsugi) in Kanagawa in Zusammenhang gebracht. Diese befindet sich jedoch nicht unmittelbar in Atsugi, sondern liegt zwischen den beiden nahegelegenen Orten Ayase und Yamato.
Die Luftwaffenbasis in Atsugi befindet sich an dem Ort, an dem am 28. August 1945 amerikanische Truppen zum ersten Mal die Hauptinsel Japans betraten und damit das Ende des Zweiten Weltkriegs einläuteten.

## Geographie
Atsugi liegt südlich von Tokio, westlich von Yokohama und Ebina, nördlich von Hiratsuka und östlich von Isehara.
Der Sagami durchfließt die Stadt von Norden nach Süden.

## Geschichte
Atsugi erhielt das Stadtrecht am 1. Februar 1955.

## Verkehr
- Straße:
  - Tōmei-Autobahn, Richtung Tokio oder Nagoya (mautpflichtig)
  - Nationalstraße 129, Richtung Fujisawa (Kanagawa) oder Sagamihara
  - Nationalstraße 246, Richtung Tokio Zentrum oder Numazu
  - Nationalstraße 271, Richtung Odawara (mautpflichtig)
  - Nationalstraße 412, Richtung Tsukui
- Eisenbahn:
  - Odakyū Odawara-Linie, Bahnhöfe Hon-Atsugi und Atsugi, Richtung Shinjuku oder Odawara
  - JR East Sagami-Linie, Bahnhof Atsugi, Richtung Chigasaki oder Sagamihara

## Sehenswürdigkeiten
- Chōkoku-ji (Iiyama Kannon)
- Iiyama Spa
- Nanasawa Spa

## Andere Einrichtungen
- Shōin-Universität
- Aoyama-Gakuin-Universität, bis zum Umzug nach Sagamihara im Jahr 2003
- NTT Basic Research Laboratories

## Weblinks

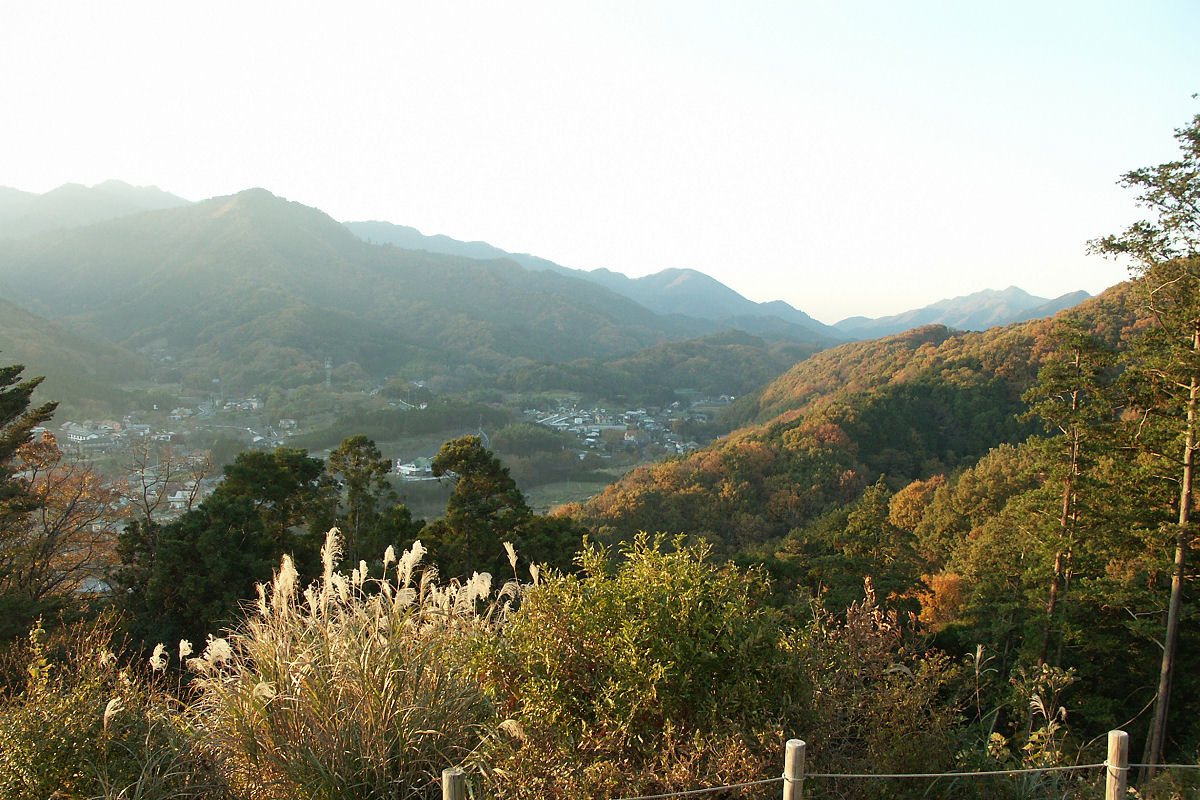
Nanasawa-Forstpark

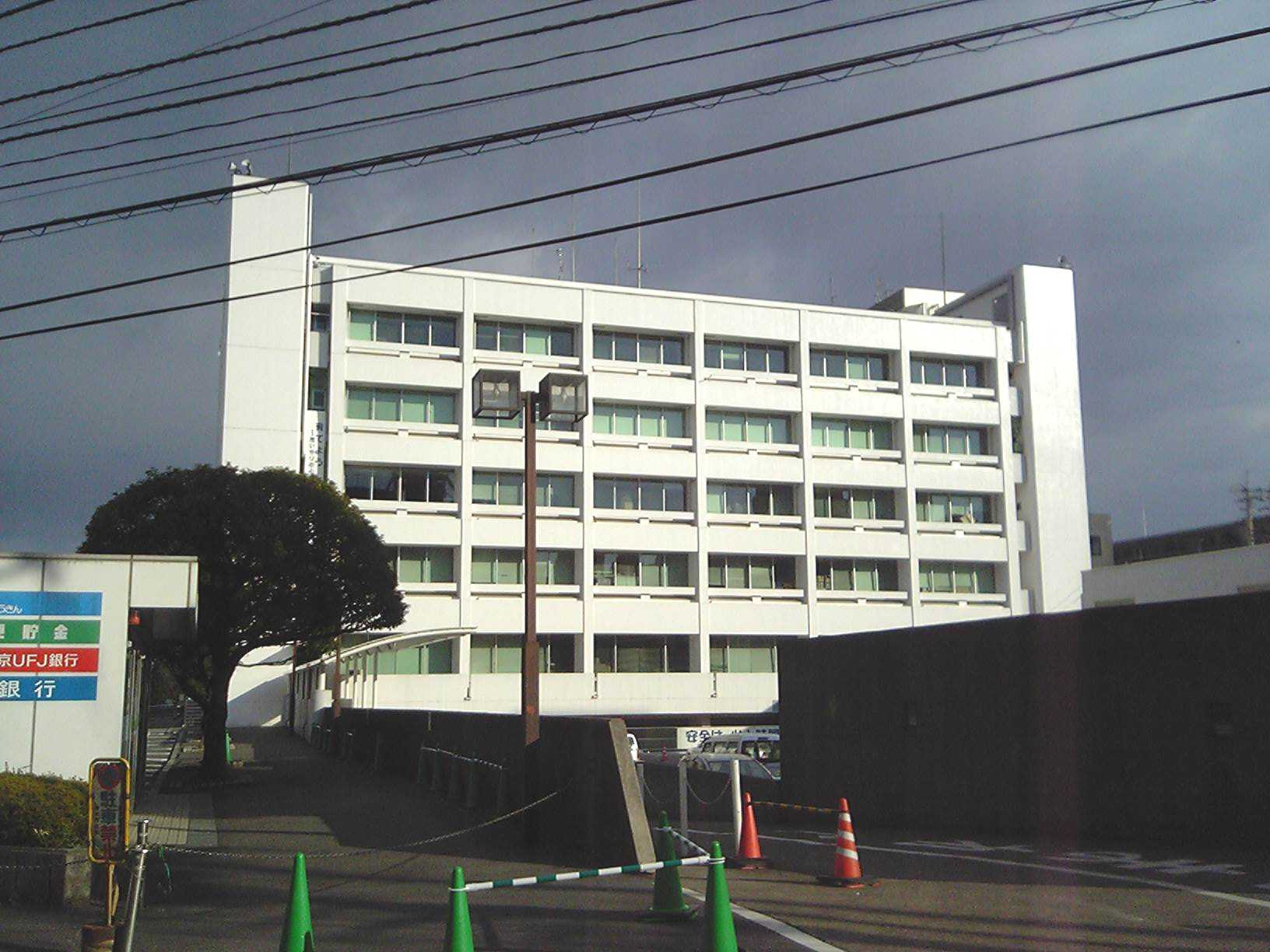
Rathaus von Atsugi

## Söhne und Töchter der Stadt
- Akira Amari (* 1949), Politiker
- Shōta Aoki (* 1990), Fußballspieler
- Ryō Germain (* 1995), Fußballspieler
- Kyōko Koizumi (* 1966), Sängerin
- Teruyuki Moniwa (* 1981), Fußballspieler
- Shinji Morita (* 1987), Fußballspieler
- Genki Nagasato (* 1985), Fußballspieler
- Yūki Nagasato (* 1987), Fußballspielerin
- Ryōhei Okazaki (* 1992), Fußballspieler
- Satoshi Sakashita (* 1989), Shorttracker
- Kota Sanada (* 1999), Fußballspieler

## Angrenzende Städte und Gemeinden
- Hiratsuka
- Ebina
- Zama
- Sagamihara
- Samukawa
- Isehara
- Hadano